# Hostenbach
Hostenbach (en Sarrois Hooschtenbach) est un ortsteil de Wadgassen en Sarre.

## Géographie

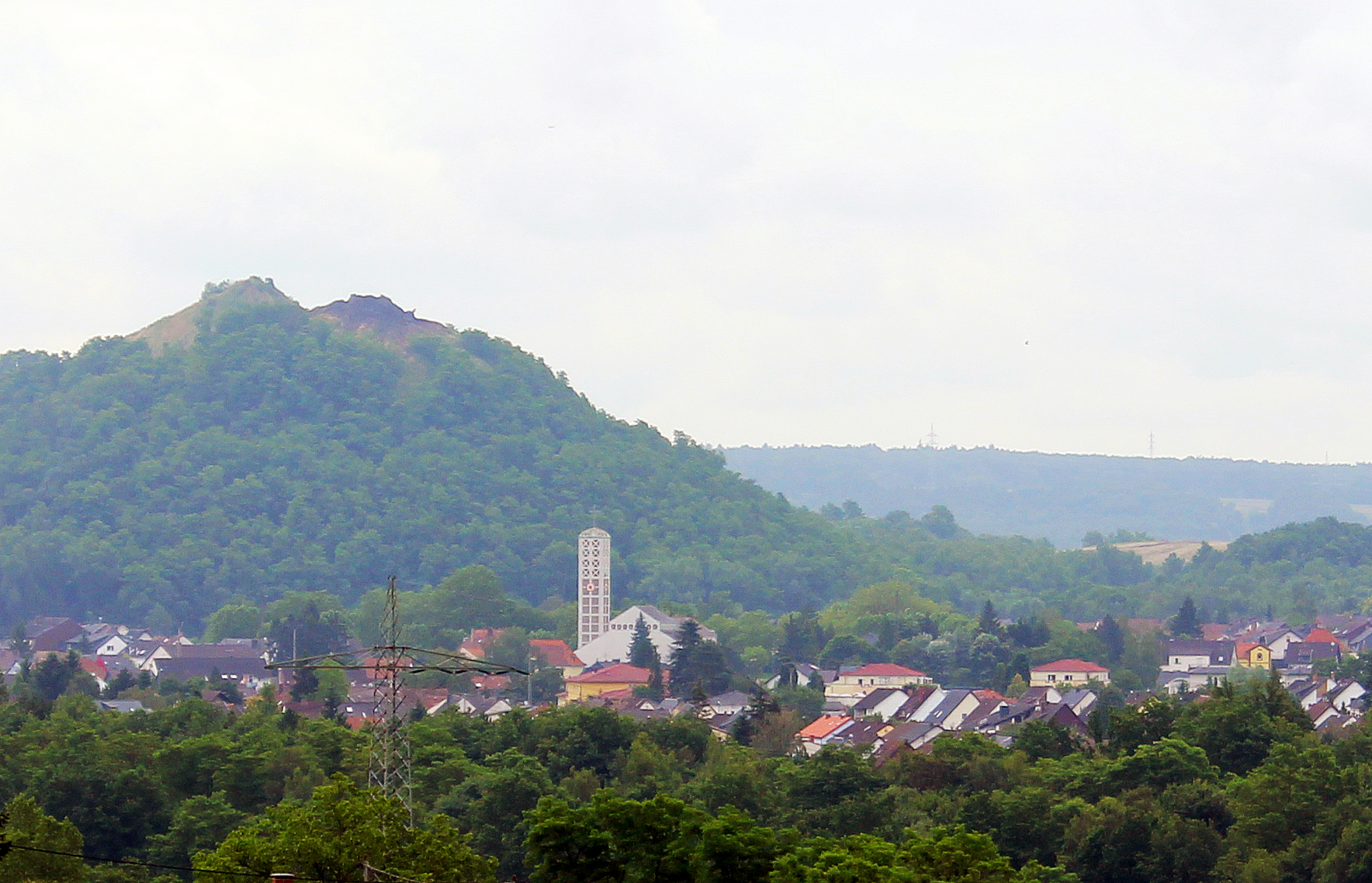

## Histoire
Ancienne commune indépendante avant le 1er janvier 1974.

## Lieux et monuments

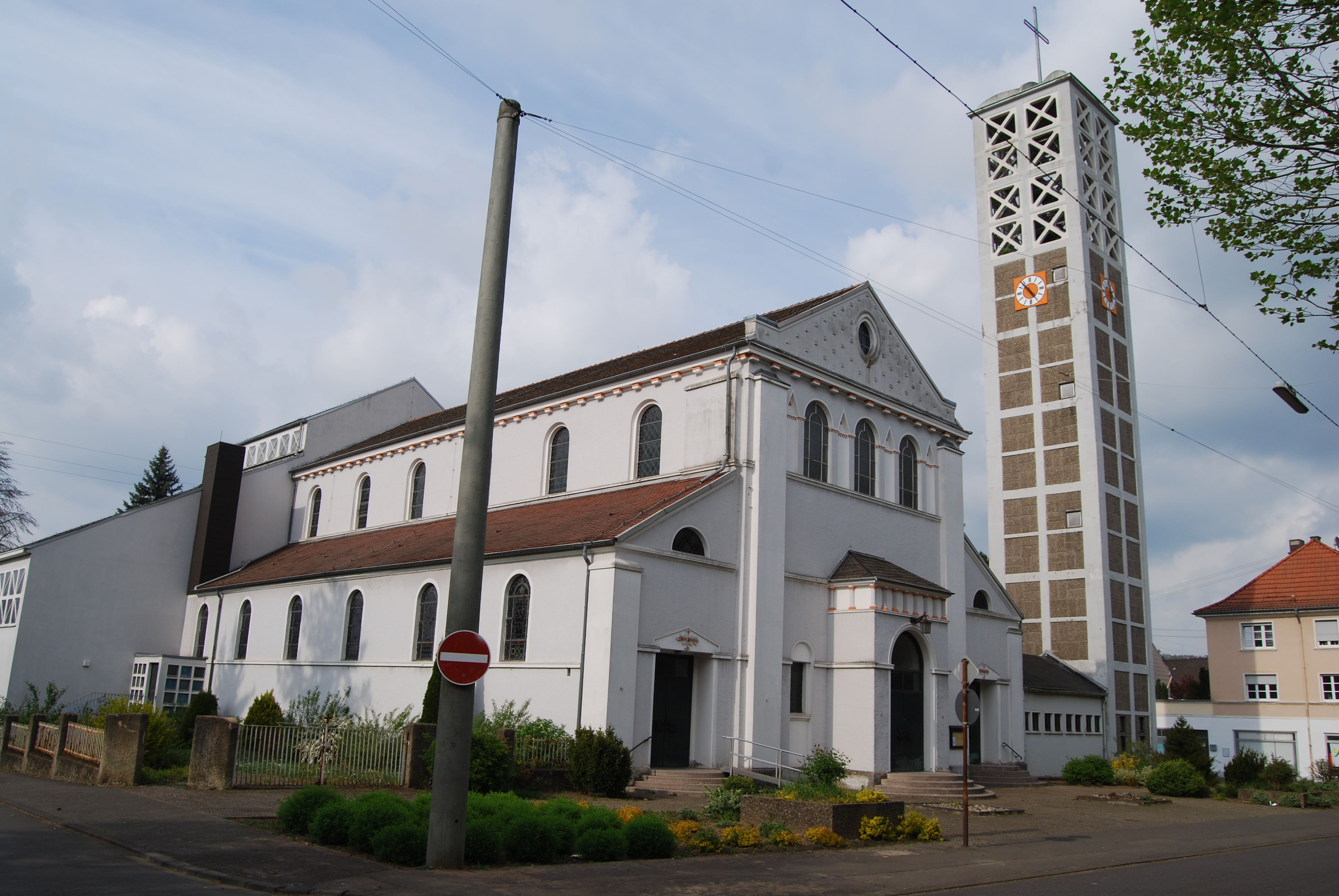
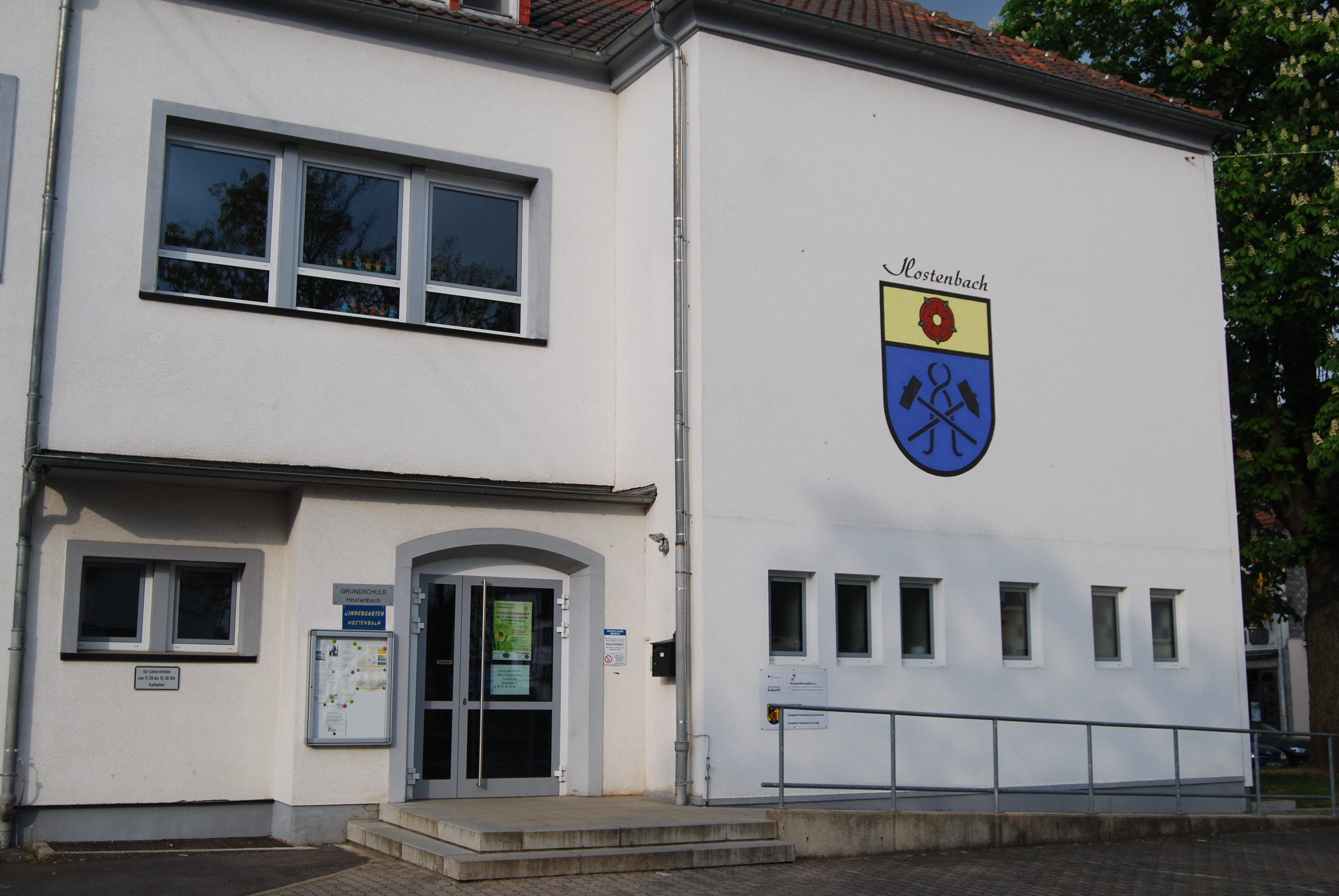
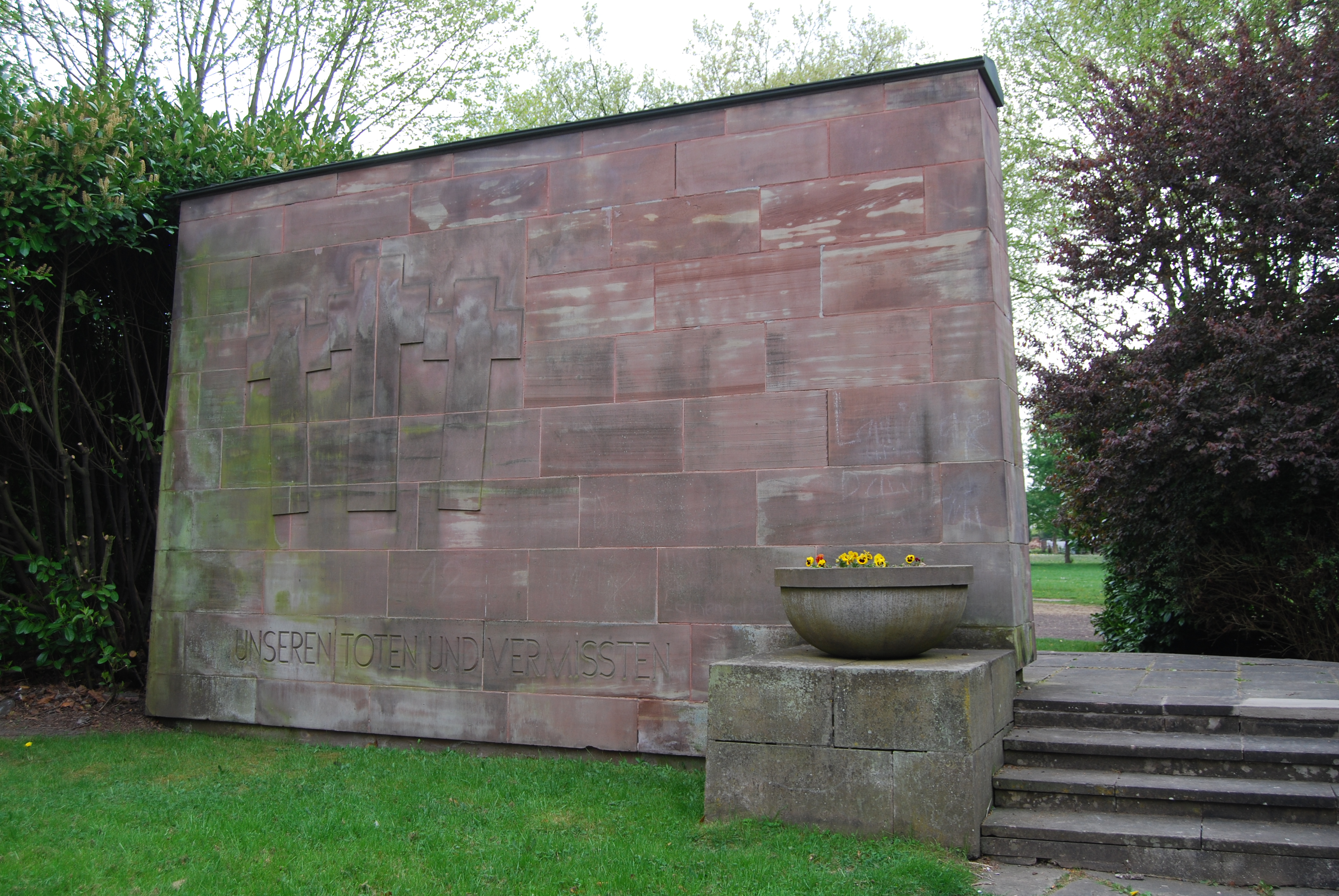
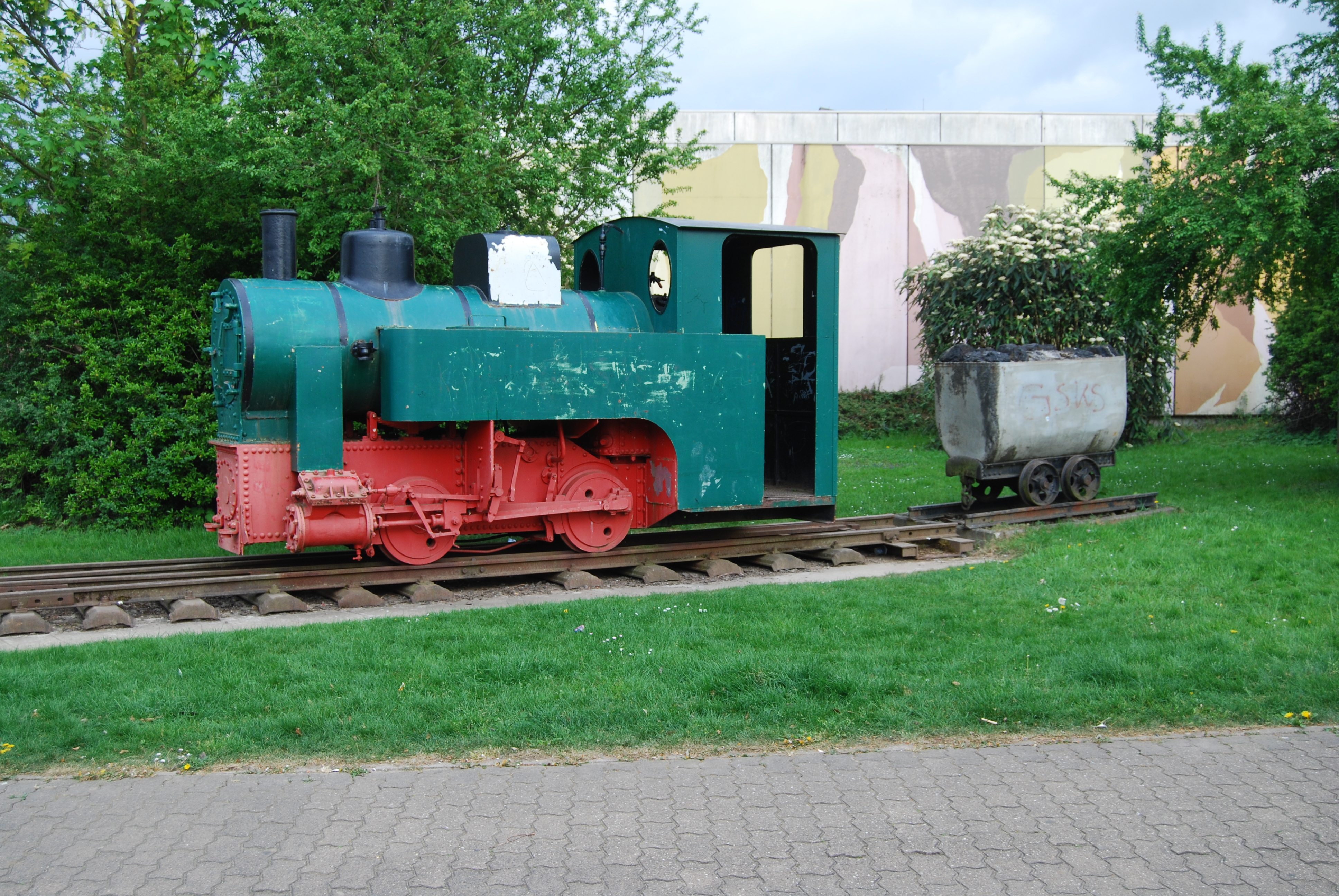
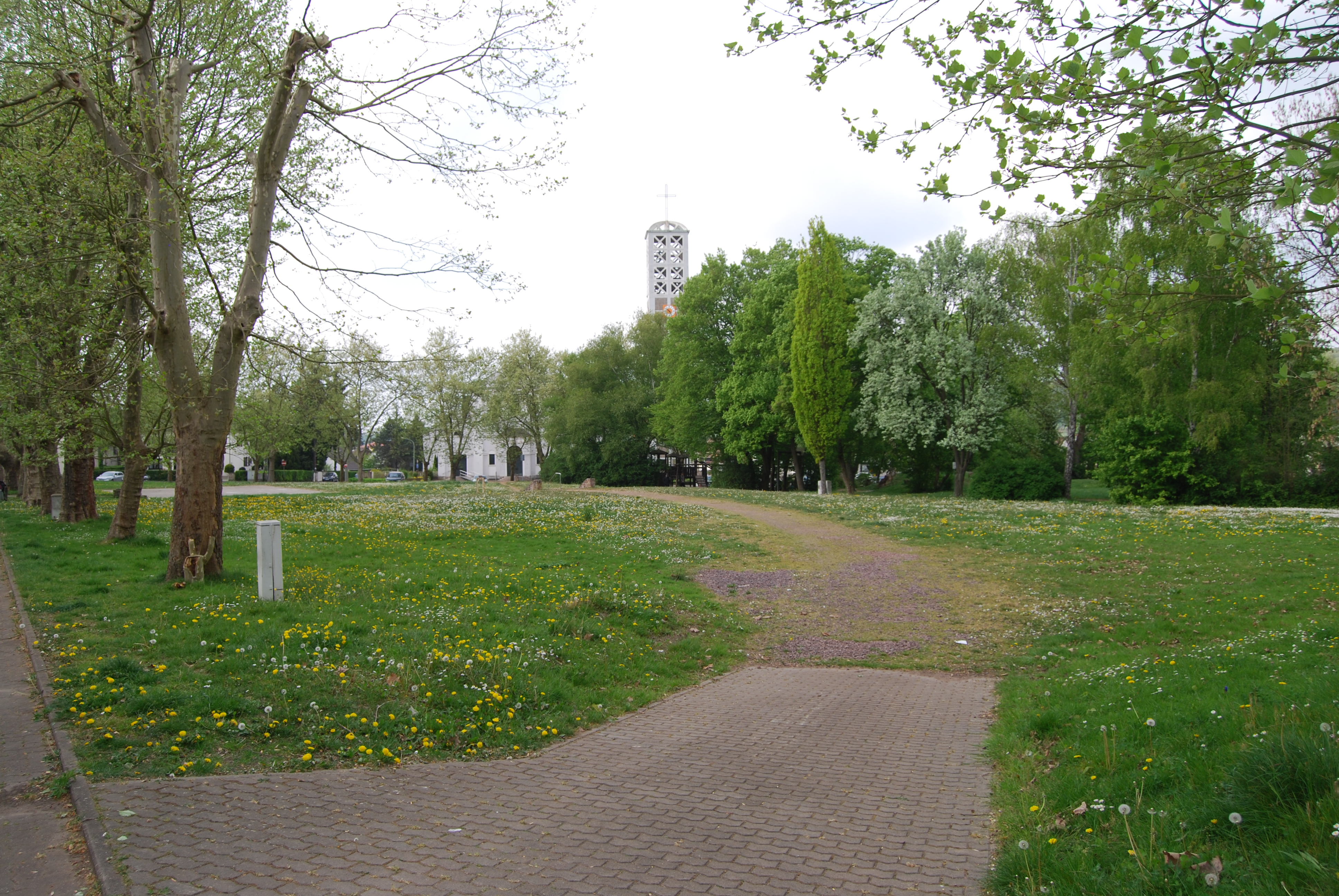